# Chadzki kozackie

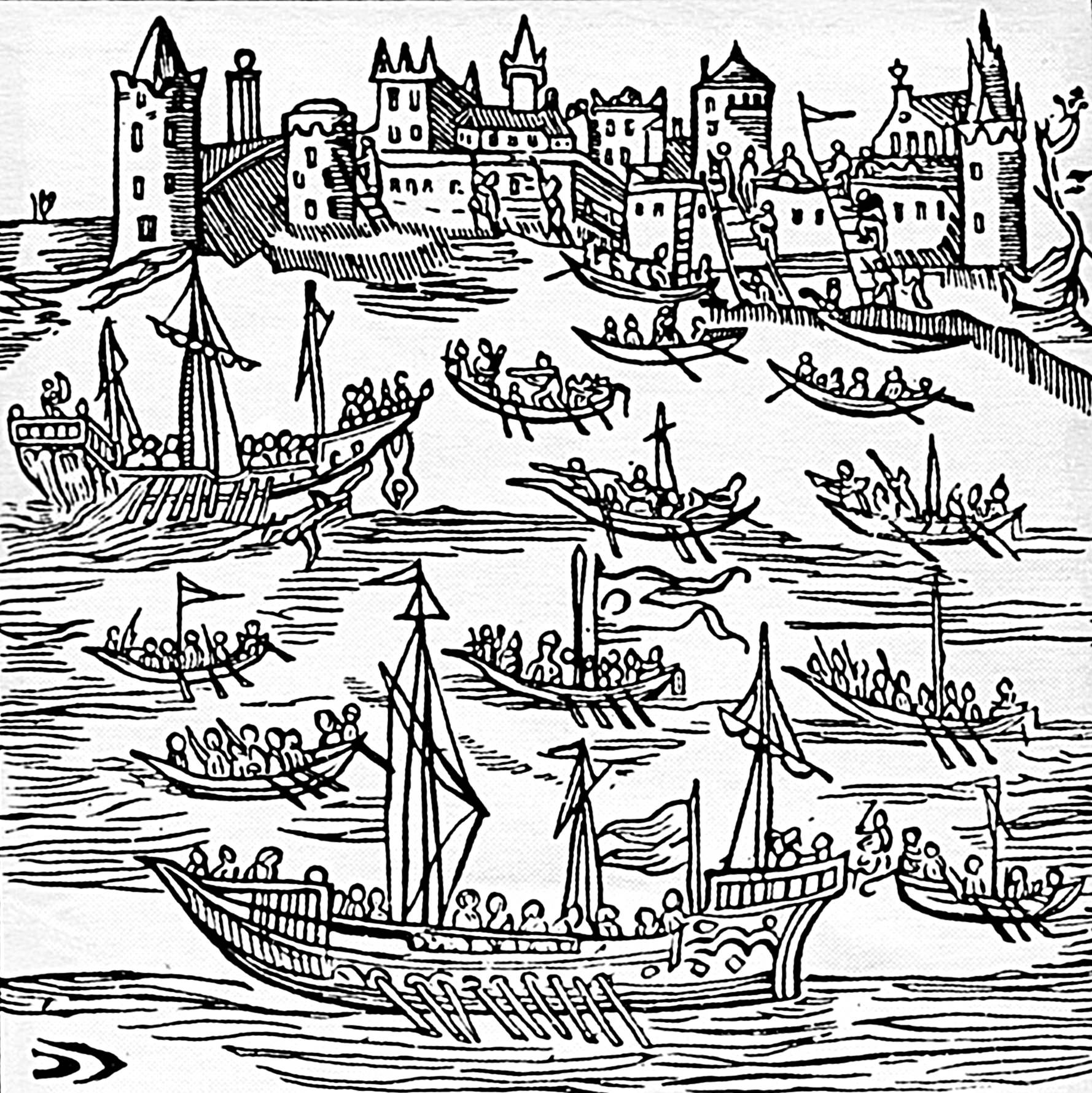
Kozackie czajki zdobywają Kaffę – drzeworyt z 1622

Chadzki kozackie – morskie wyprawy podejmowane przez Kozaków na terytoria Imperium Osmańskiego i Chanatu Krymskiego podejmowane od 1538 do 1638, a w szczególnym natężeniu w okresie 1606–1621. Stały się one główną przyczyną pogorszenia relacji polsko-osmańskich w pierwszej połowie XVII wieku oraz rozsławiły militarne zdolności Kozaków w Europie Zachodniej.

## Przyczyny
W XVI i XVII wieku zagony tatarskie dokonywały częstych łupieskich najazdów na wschodnie kresy I Rzeczypospolitej. Pustoszone były wówczas głównie tereny Dzikich Pól w województwie kijowskim, gdzie swe siedziby zakładała zbiegła ludność, która zapoczątkowała powstawanie społeczności kozackiej. Ponieważ z biegiem czasu wojsko polsko-litewskie było coraz mocniej zaangażowane w konflikty z Rosją, Szwecją oraz sprawy wołosko-mołdawskie, Kozacy zmuszeni byli do organizacji własnych sił do obrony swojego terytorium. Z upływem lat siły kozackie rosły, stając się w XVII wieku poważną siłą militarną i w odwecie za najazdy tatarskie, Kozacy sami zaczęli organizować wyprawy odwetowe. Początkowo były to głównie wypady lądowe, ale przez całą pierwszą ćwierć XVII wieku siły kozackie prowadziły z ogromnymi sukcesami wyprawy morskie w całym basenie Morza Czarnego.

## Przebieg
- Pierwsza udokumentowana „chadzka” miała miejsce w 1538 a jej celem było miasto Oczaków, wówczas turecka twierdza. Kozacka wyprawa nie była w pełni samodzielna, gdyż pod miasto podciągnęły także wojska polskie Mikołaja Sieniawskiego. Kolejne większe wyprawy miały miejsce w latach 1589 (ponownie Oczaków) i 1594 (Akerman, obecnie Białogród nad Dniestrem).

Szczyt wypraw kozackich przypadł na pierwszą ćwierć wieku XVII. W roku 1601 bliżej nieznana liczba kozackich czajek uderzyła na Akerman. Rok później zorganizowano wyprawę na 30 czajkach i kilku galerach na tureckie miasto Kilia, gdzie zniszczono osmańskie okręty wojenne. Sukces ten przesądził o zorganizowaniu kolejnych wielkich „chadzek” w następnych latach.
- W 1606 Grzegorz Izapowicz, hetman Kozaków zaporoskich, poprowadził czajki pod Kilię i Akerman, które zdobyto. Następnie flotylla skierowała się na południe, pod Warnę. Twierdza ta uchodziła za nie do zdobycia. Kozacy jednak nie przypuścili szturmu, ale skierowali się w głąb zatoki omijając miasto od południa, a następnie otwarli ogień artyleryjski oraz z muszkietów. Niespodziewany atak zakończył się zdobyciem nadbrzeżnych fortyfikacji. Samego miasta nie zdobywano ze względu na zbyt duży garnizon turecki. Kozacy Izapowicza zadowolili się spaleniem wszystkich okrętów zacumowanych w pobliżu Warny.

- W 1607 Piotr Konaszewicz-Sahajdaczny poprowadził „chadzkę” pod Oczaków, gdzie rozbił zgromadzoną turecką flotę. Rok później udało się poprowadzić wyprawę na tatarski Perekop na Półwyspie Krymskim, który zdobyto. Z kolei w 1609 szesnaście czajek (około 480 ludzi) wyprawiło się na południe, gdzie ponownie zdobyto Kilię i Białogród oraz fortecę Izmail.

- W 1613 w dwóch wyprawach wzdłuż zachodniego wybrzeża Morza Czarnego Kozacy najpierw rozbili flotę turecką, a następnie zdobyli sześć galer. Rok później doszło do jednej z najdalszych „chadzek” w historii. Grupa około 1200 Kozaków na 40 czajkach wyprawiła się na północne brzegi Anatolii. Brawurowym atakiem udało się zdobyć Trabzon oraz oblężono Synopę. Walki o tę ostatnią twierdzę zakończyły się zdobyciem umocnień i wybiciem tureckiej załogi. Przed odpłynięciem tradycyjnie spalono wszystkie tureckie galery w porcie.

- Rok 1615 zaznaczył się wśród kozackich wypraw uderzeniem w samo serce Imperium Osmańskiego. Piotr Sahajdaczny poprowadził silną flotę 130 czajek (według różnych źródeł 80 lub 130 łodzi) na Konstantynopol (obecnie Stambuł). Kozacki najazd zakończył splądrowaniem i spaleniem kilku stołecznych dzielnic oraz portów. Sułtan Ahmed I wysłał w pościg flotę galer, która dogoniła siły Sahajdacznego u ujścia Dniepru. Bitwa skończyła się jednak sukcesem Kozaków, którzy zdobyli kilka okrętów oraz pojmali rannego tureckiego admirała.

- Wiosną 1616 sułtan Ahmed wyprzedził ruchy Kozaków i skierował flotę w pobliże ujścia Dniestru. W ten sposób chciano wciągnąć wroga w zasadzkę i rozbić nim wypłynie na pełne morze. Sahajdaczny nie przestraszył się przeciwnika. Turcy mimo dotychczasowych dotkliwych porażek zlekceważyli kozackie czajki. W wyniku walnej bitwy flota osmańska została rozbita. Turcy stracili kilkanaście galer zdobytych przez wojska kozackie i ponad 100 mniejszych łodzi. Admirał Ali Pasha z resztkami sił zdołał się z trudem wyrwać z potrzasku i wycofać na południe. Po tym sukcesie flota Sahajdacznego skierowała się na wschód. Celem ataku była położona na Krymie turecka Kaffa – największy ówczesny targ niewolników. Bitwa o Kaffę zakończyła się wielkim zwycięstwem Kozaków: zdobyto port, gdzie spalono wszystkie okręty, zajęto fortyfikacje miejskie, a załogę w znacznej części zabito w walce. Największym sukcesem było jednak uwolnienie kilku tysięcy jeńców, głównie chrześcijan. Po splądrowaniu Kaffy, czajki kozackie skierowały się na Synopę i Trabzon, gdzie spalono kolejnych 25 osmańskich jednostek, a w wynikłej bitwie morskiej rozbito eskadrę admirała Tsikoli Paszy zdobywając 3 okręty i biorąc do niewoli wracającego do Stambułu Ibrahima Paszę – nadwornego ministra finansów.

- W 1617 Kozacy ponownie zapędzili się w pobliże tureckiej stolicy, ale ograniczyli się jedynie do stoczenia bitwy morskiej, w której pokonali turecką flotę, zabijając dowodzącego sułtańskimi siłami admirała.

W latach 1619 i 1620 setki kozackich czajek operowało od wiosny do jesieni po całym akwenie Morza Czarnego, wielokrotnie potykając się z tureckimi jednostkami. Kulminacją tych walk był drugi kozacki najazd na Konstantynopol oraz całkowite splądrowanie Warny – oba w wyniku „chadzki” poprowadzonej przez Jakuba Nerodowicza.
- Latem 1621 Kozacy odnieśli zwycięstwo w bitwie morskiej, zatapiając 20 tureckich galer i zmuszając resztę sił do odwrotu. Następnie uderzyli na turecką Galatę (obecnie dzielnica Stambułu).

- Ostatnim większym epizodem kozackich „chadzek” były dwa najazdy na Konstantynopol w roku 1624. W pierwszym napastnikom udało się splądrować i spalić szereg bogatych kwartałów miasta nie ponosząc znaczniejszych strat. Dwa tygodnie później wielka kozacka flota uderzyła drugi raz i rozbiła zgromadzone siły morskie oraz ponownie splądrowała część stolicy.

## Skutki
Niemal rokroczne „chadzki” kozackie przyczyniły się do znacznego pogorszenia relacji pomiędzy Wysoką Portą a dworem w Warszawie. Kolejni sułtani żądali wywarcia presji na Kozaków i wymuszenia zaprzestania organizowania łupieżczych wypraw. W 1617 armia osmańska Iskandera Paszy w sile około 50 tysięcy ludzi ruszyła na Rzeczpospolitą, ale ostatecznie, 17 września doszło do ugody w Buszy: dowodzący siłami polskimi hetman polny koronny Stanisław Żółkiewski zobowiązał się w imieniu króla Zygmunta III Wazy i Sejmu do ukrócenia kozackich działań i wprowadzenia zakazu ich wypraw na Morze Czarne. Gdyby doszło do naruszenia tych warunków, winni Kozacy mieli ponieść karę główną. Turcy z kolei wycofali armię w głąb swojego państwa. Ugoda pozostała jednak tylko na papierze, gdyż Kozaków nie udało się powstrzymać.
W wyniku kolejnych morskich rajdów i bezradności polskich władz, Turcy zdecydowali się w 1620 na krok ostateczny. W ten sposób doszło do tak zwanej wojny chocimskiej. Jednym z rezultatów zawartego 9 października 1621 pokoju było porozumienie, w którym Polacy zobowiązali się do powstrzymania najazdów Kozaków na ziemie tureckie, a Turcy zobowiązali się do tego samego względem Tatarów krymskich.
Mniejsze „chadzki” trwały nadal, aż do 1638, ale nie odnosiły już tak spektakularnych sukcesów. Wpływ na to miała pogarszająca się sytuacja Kozaków i związane z tym kolejne powstania przeciwko Rzeczypospolitej i wyzyskom ze strony szlachty.
Chcąc uhonorować zasługi Kozaków i ich legendarnego przywódcy „chadzek” – Piotra Sahajdacznego – władze ukraińskie nadały imię „Hetman Sahajdaczny” fregacie, będącej flagowym okrętowi swojej floty.